# Ophelosia indica
Ophelosia indica är en stekelart som beskrevs av Farooqi 1983. Ophelosia indica ingår i släktet Ophelosia och familjen puppglanssteklar. Inga underarter finns listade i Catalogue of Life.